# Atari 8-bit

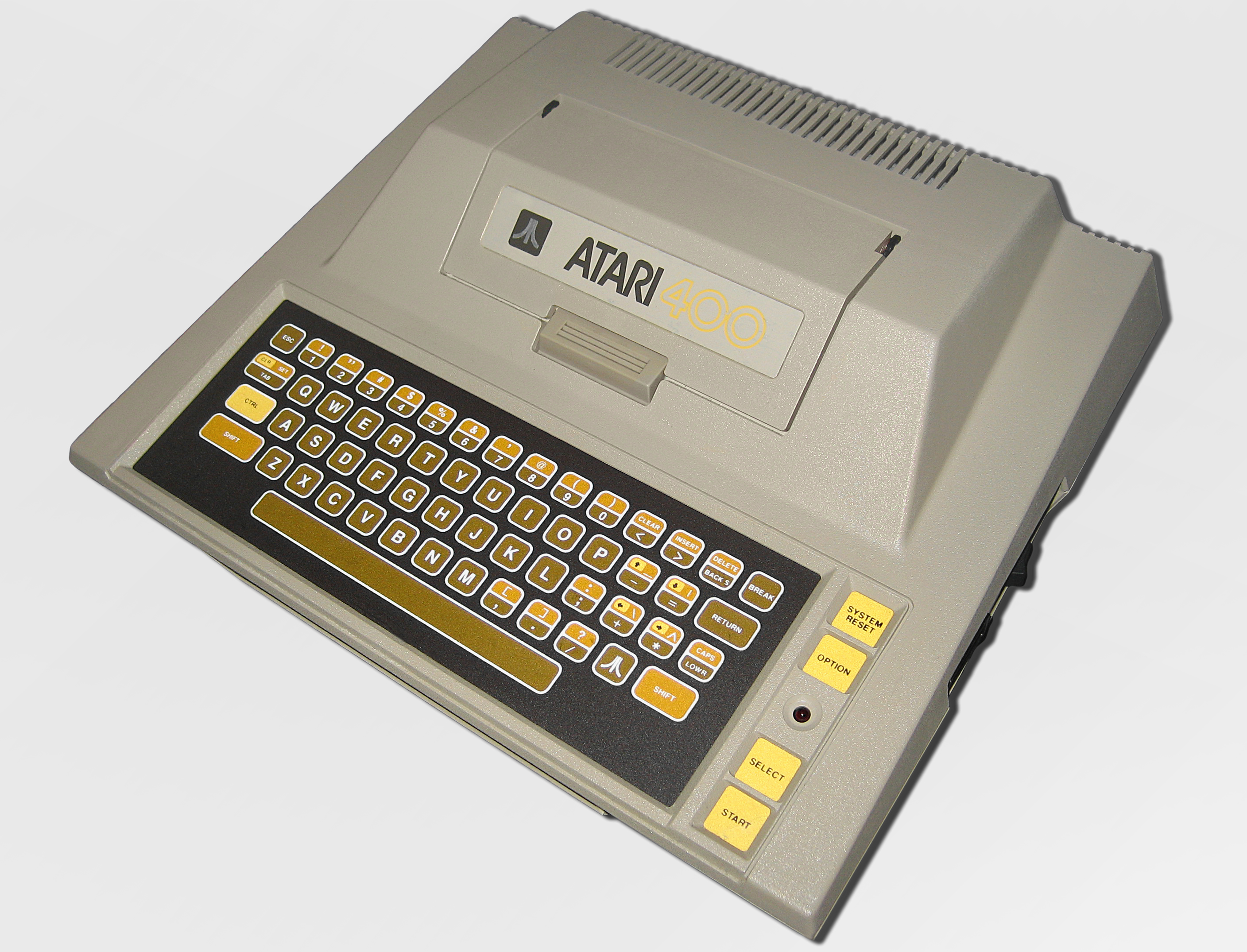
Atari 400 (1979)

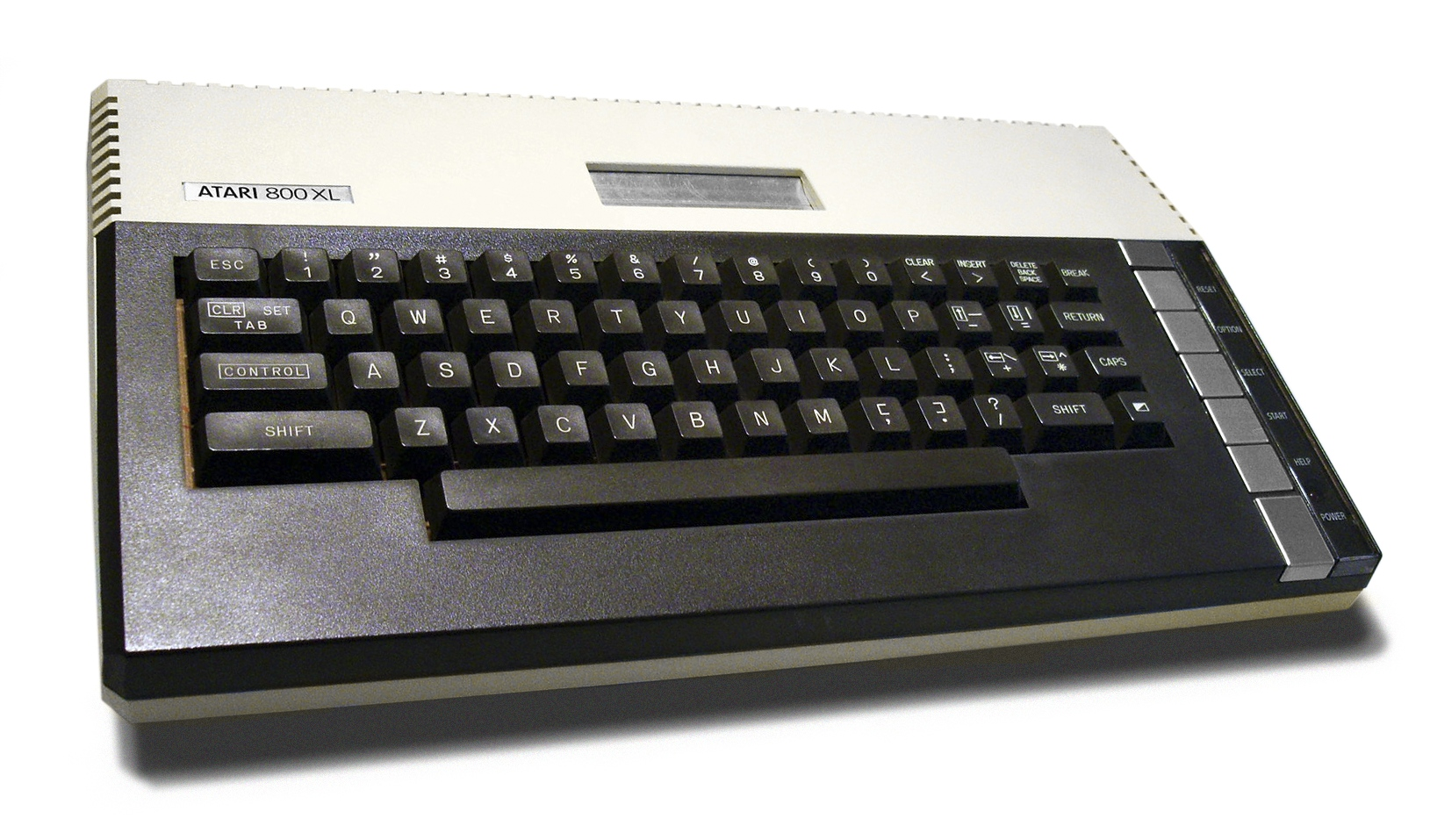
Atari 800XL (1983)

Atari 8-bit è una serie di home computer a 8 bit prodotti e commercializzati da Atari tra il 1979 e il 1992.
Sono basati sul processore MOS 6502 di MOS Technology e dotati tutti di un hardware di base comune, davvero rivoluzionario per i tempi. Tali computer erano, infatti, i primi in assoluto a essere basati su un set di coprocessori personalizzati che sgravavano la CPU dalla gestione del video e dell'audio.
Si stima che ne vennero venduti circa 4 milioni nel mondo, perciò la serie si piazza al quarto posto tra i computer a 8 bit, dopo Commodore 64, ZX Spectrum e MSX .
Sebbene fossero potenti per la loro generazione e tra i più diffusi in Nordamerica, ebbero un successo limitato in Europa a causa dei prezzi comparativi alti. Comunque arrivarono a essere il secondo home computer più venduto in Germania ed ebbero successo anche in mercati emergenti del blocco sovietico, come Cecoslovacchia e Polonia.

## Storia

### L'Atari 2600 e la progettazione dei componenti hardware
Nel 1974 Atari, Inc. inglobò la "Cyan Engineering" creando l'Atari Grass Valley Think Tank, un gruppo di ricerca dedito allo sviluppo dei nuovi progetti hardware della società. Fra i tanti progetti, il gruppo di sviluppo, noto anche come "Cyan" per via del precedente nome, realizzò anche la console Atari 2600, presentata nel 1977, al cui sviluppo aveva lavorato anche Jay Miner, il "padre" del futuro Amiga, che aveva realizzato il coprocessore grafico della console noto come Television Interface Adaptor (TIA). La vita utile della console fu stimata in circa 3 anni ed il gruppo iniziò subito a sviluppare il suo successore. Nella seconda metà del 1977 iniziò però la rivoluzione degli home computer con l'arrivo sul mercato di 3 modelli che riscossero molto successo: l'Apple II, il Commodore PET ed il Radio Shack TRS-80.
Agli inizi del 1978 il nuovo presidente di Atari, Ray Kassar, che si era insediato al posto del fondatore della società Nolan Bushnell dopo che questi aveva venduto nel 1976 l'Atari a Warner Communications, decise di entrare nel neonato mercato dei computer domestici. La console che il gruppo stava sviluppando fu quindi rivista ed il progetto iniziale fu modificato in modo da ottenere 2 sistemi distinti: un sistema di fascia bassa, che sarebbe stato venduto come nuova console giochi (Atari 5200), ed un sistema di fascia alta che sarebbe stato venduto come home computer. Per poter operare come computer il sistema fu quindi dotato di supporto per i caratteri e di grafica bitmap (assenti nella 2600), di capacità di espansione per poter collegare periferiche esterne, dell'Atari BASIC residente in memoria ROM e di una tastiera. Il gruppo di sviluppo aveva già realizzato il successore del TIA, un nuovo chip grafico con prestazioni superiori denominato Color Television Interface Adaptor (CTIA, in seguito potenziato e ridenominato GTIA, Graphic Television Interface Adaptor) per gestire il colore e gli sprite (chiamati dalla Atari "Player-Missile"). Quando Kassar decise il nuovo corso che avrebbe dovuto prendere il progetto, il gruppo di lavoro realizzò un altro chip grafico da abbinare al CTIA per gestire la grafica bitmap (in modalità per i tempi molto all'avanguardia, come nel caso dello scrolling orizzontale e verticale hardware) e le modalità testuali, indispensabili per poter usare il sistema come computer. Venne così creato l'Alphanumeric Television Interface Controller (ANTIC), un vero e proprio microprocessore dotato di un set di istruzioni proprio indirizzato alla grafica, che poteva lavorare indipendentemente dalla CPU del computer, in modalità DMA (Direct Memory Access).

### Primi computer: 400 e 800
I primi due modelli furono: Candy, la versione di fascia bassa e Colleen, la versione di fascia alta. La differenza principale tra i due modelli era che Colleen era un computer a tutti gli effetti, mentre Candy era meno dotato dal punto di vista hardware, rendendolo una sorta di console da gioco potenziata. Colleen aveva slot di memoria e una ROM, un secondo slot per cartucce da 8 kB, fino a 48 kB di memoria RAM e una tastiera completa e di ottima qualità. Candy, invece, aveva una "tastiera a membrana", 4 kB di memoria RAM base e slot interni (non aggiornabili dall'utente). Entrambi erano dotati dell'esclusivo chipset progettato da Cyan, i coprocessori ANTIC e GTIA (video) e POKEY (suono) e utilizzavano come CPU un MOS 6502. Inoltre, erano fatti di solido alluminio, per venire incontro alle regole della FCC per quanto riguarda i segnali TV.
I modelli furono annunciati nel 1978 come 400 e 800, anche se non furono diffusamente commercializzati prima di novembre 1979. I nomi dei modelli si riferivano alla quantità di memoria, 4 kB RAM nel 400 e 8 kB nell'800. Quando il prezzo della memoria iniziò a scendere, le macchine furono rispettivamente fornite con 8 kB e 16 kB.
Gli Atari 400 e 800 ebbero un grande successo commerciale: in effetti furono i leader del mercato nel periodo 1980-1982, superando anche gli Apple II.

### Serie XL

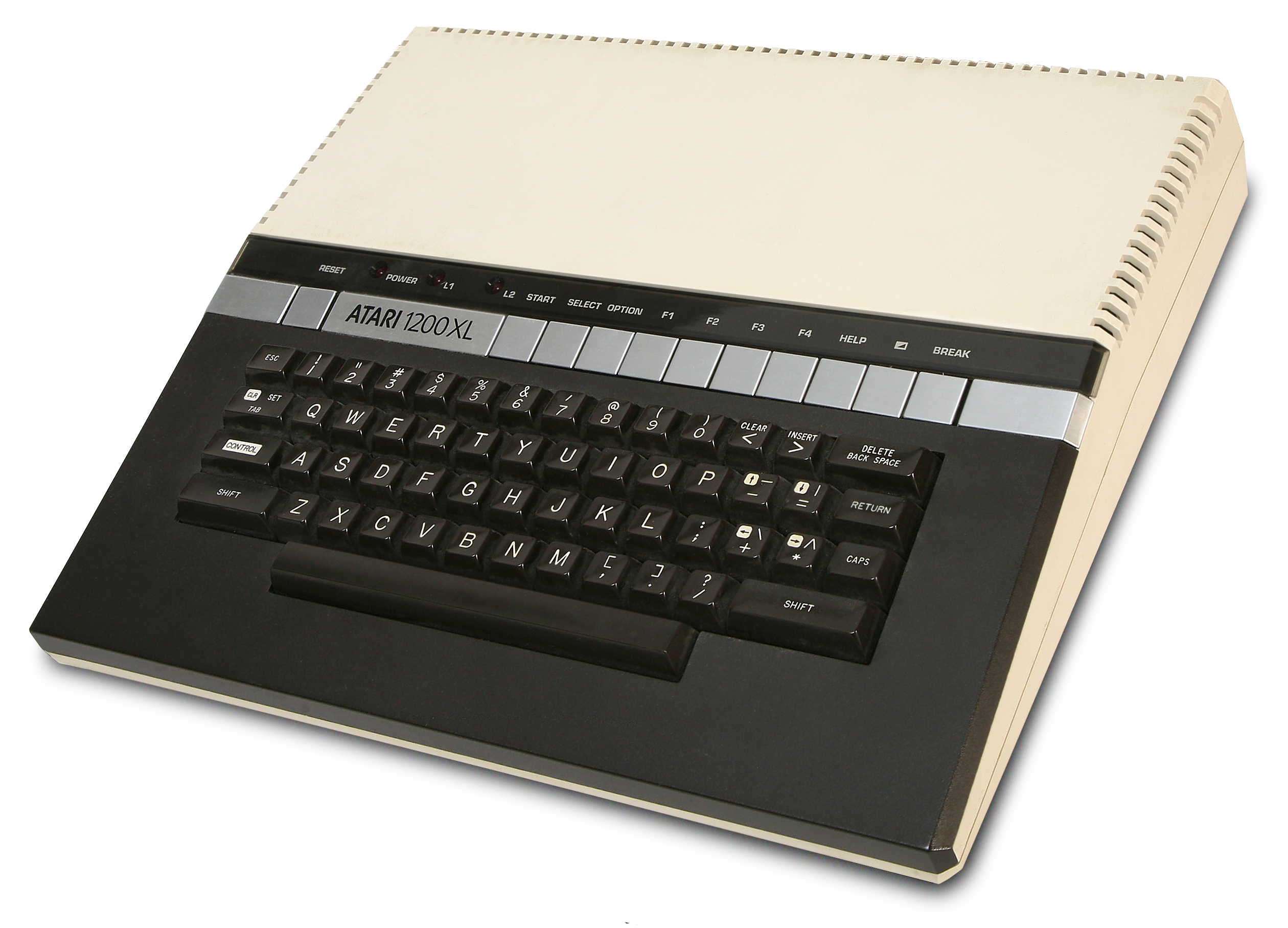
Atari 1200XL

Il modello 800 era complesso e costoso da costruire perché era composto da piastre di circuiti multipli poste in vari punti dentro la cassa in alluminio. Inoltre, il modello 400 non poteva competere con i nuovi computer usciti nel mercato agli inizi degli anni ottanta.
La FCC introdusse nuove regole specifiche per gli apparecchi digitali nelle case e negli uffici. Una di queste regole, nota come Class B, affermava che le emissioni RF devono essere sufficientemente basse in modo da non interferire con gli altri apparecchi, come radio e TV. Oggi i computer hanno bisogno di schermature per prevenire interferenze, non solo che queste escano fuori.
Nel 1982 Atari produsse il modello Sweet 16 per risolvere questi problemi. Il risultato è un modello aggiornato, simile al 400 e all'800, ma molto più semplice da costruire e meno costoso. Inoltre la tecnologia fab permetteva l'integrazione di un numero di chip in uno condensato. Ad esempio, il modello 800 utilizzava sette schede di circuito, mentre il nuovo usava uno solo.

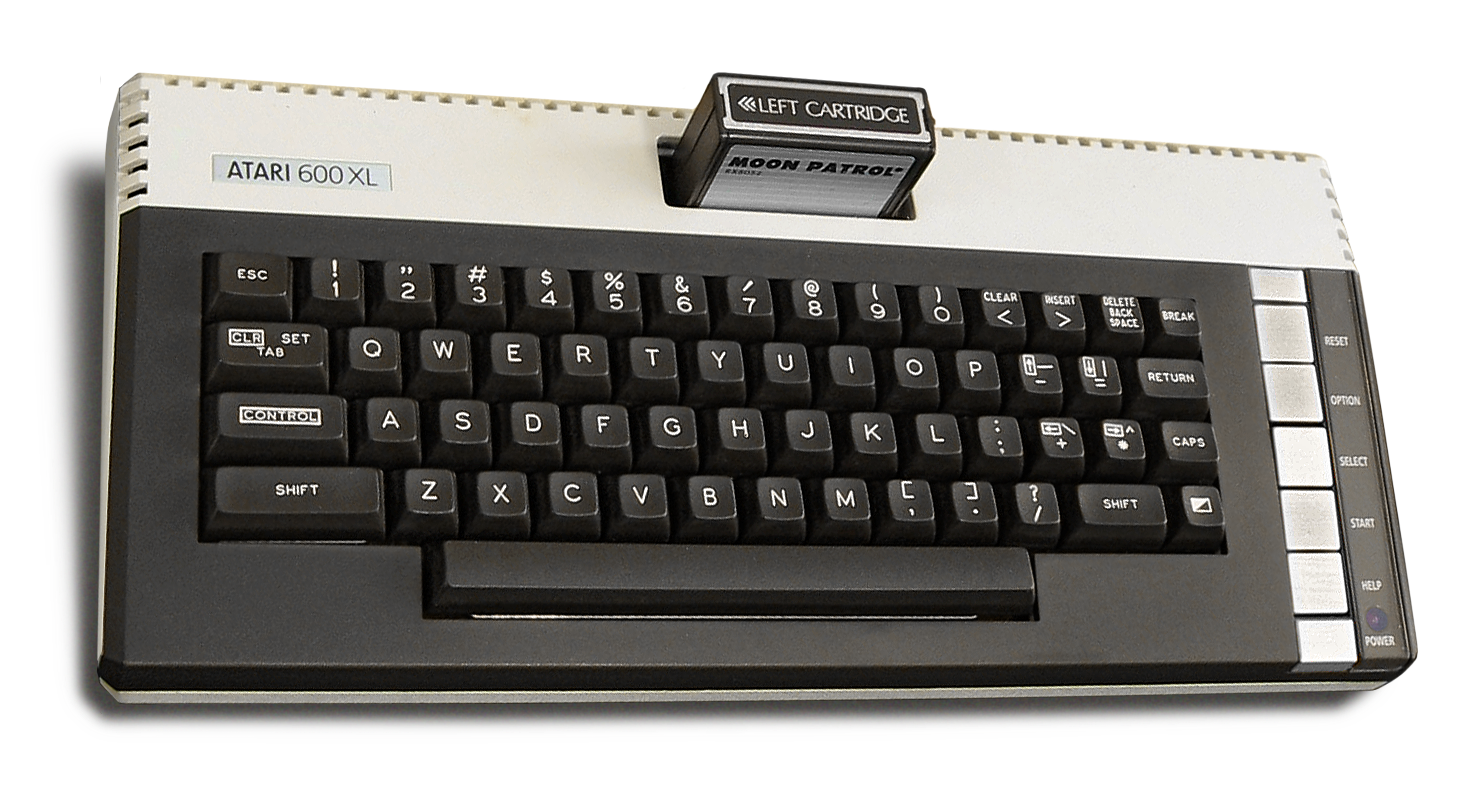
Atari 600XL

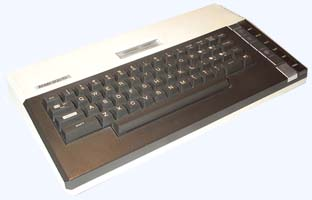
Atari 800XL

In quel momento Atari era coinvolta in una sanguinosa guerra dei prezzi. Quando la Texas Instruments entrò nel mercato dei computer, Jack Tramiel della Commodore decise di abbassare i prezzi per tagliarli fuori dal mercato dei computer.
Le cose si misero male per l'Atari: il 1200XL fu un flop, anche perché era troppo costoso da produrre per poter competere nel mercato.
Nell'estate del 1983 furono annunciati nuovi modelli: 600XL, 800XL, 1400XL e il 1450XLD, alla fiera del CES. Questi modelli avevano il linguaggio Atari BASIC incorporato su una ROM ed erano forniti con una Parallel Bus Interface. Erano esteticamemte simili al 1200XL, ma di dimensione più piccola. Il 600 era il modello base; si differenziava dall'800 per le dimensioni, leggermente inferiori, e la memoria, che era di 16 kB contro i 64 kB dell'800. I modelli 1400 e 1450 erano sostanzialmemte degli 800 forniti di un modem interno a 300 baud e di un sintetizzatore vocale; il modello 1450XLD aveva anche un drive floppy disk interno a doppia densità.
Questi modelli tardarono ad arrivare sul mercato a causa di problemi con la nuova linea di produzione. Essi dovevano sostituire il 1200XL nell'estate del 1983, ma non lo fecero fino alla fine dello stesso anno. Alla fine, comunque, riuscirono ad avere una buona diffusione, sia sul mercato americano che su quello europeo.
Alla fine del 1983, però, la guerra dei prezzi, iniziata nel 1982, raggiunse il culmine. Il natale del 1983 la Commodore riuscì a surclassare tutti i concorrenti con il suo modello C64. Come conseguenza di questo fatto, aggiunto all'effetto del crac dei videogiochi del 1983, Atari si trovò a perdere cifre ingenti (in alcuni periodi anche qualche milione di dollari al giorno!). I proprietari, Warner Communications, furono, quindi, costretti a vendere la divisione.
Il modello 800XL fu il computer più venduto di Atari, ma non riuscì a difendere la leadership Atari nel mercato dei computer a 8 bit, conquistata nel 1983 dal Commodore 64.

### Serie XE e XEGS

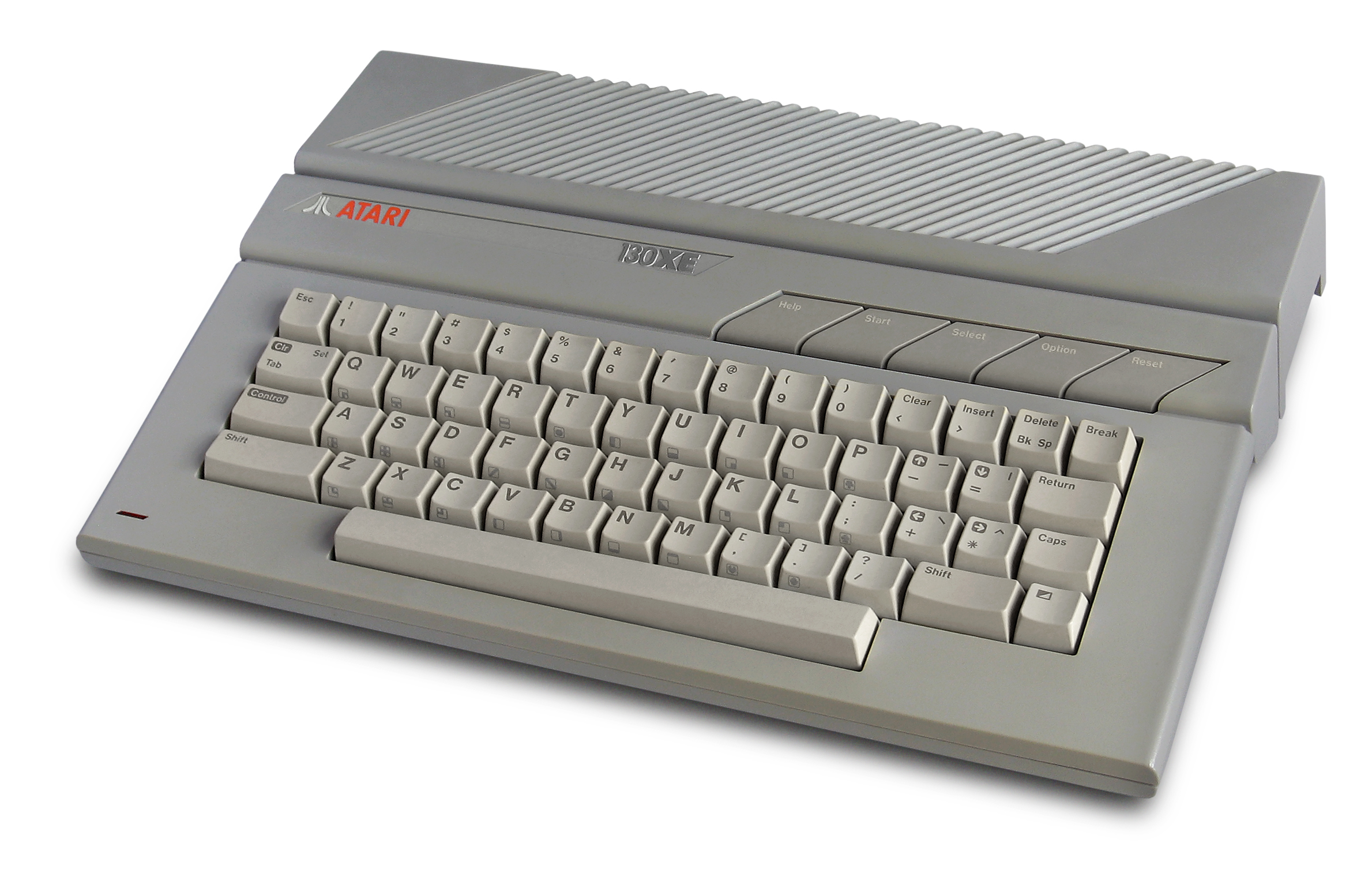
Atari 130XE (1985)

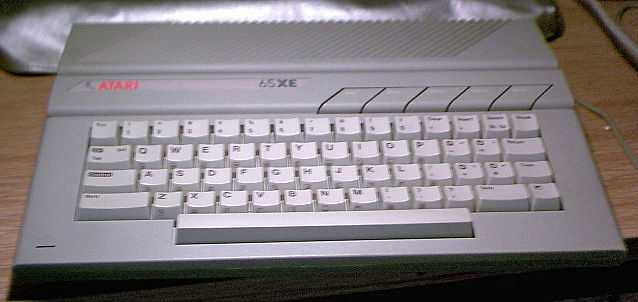
Atari 65XE (1985)

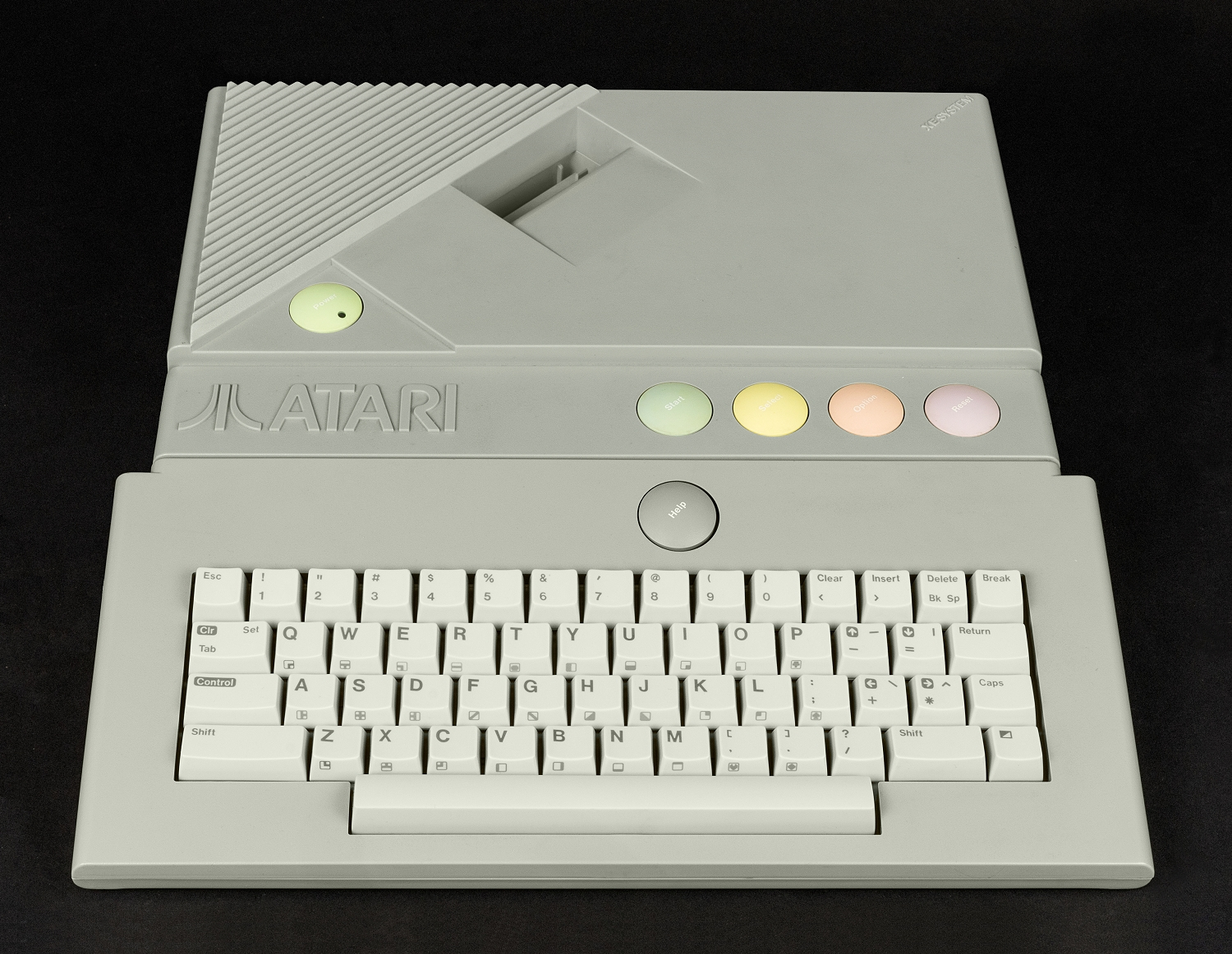
Atari XEGS (1987)

Anche se la Commodore riuscì a passare indenne la guerra dei prezzi, Jack Tramiel, l'amministratore delegato di quest'ultima, fu estromesso dagli altri azionisti e riuscì da acquistare la Atari dalla Warner, pagandola un prezzo bassissimo. L'idea di Tramiel era quella di produrre un computer ad un prezzo estremamente basso.
Le ultime macchine a 8-bit furono presentate il 5 gennaio 1985 al Winter CES di Las Vegas. Erano il 65XE ed il 130XE. 
Il 65XE era l'erede dell'800XL. Originariamente chiamato 900XLF, il 65XE era quasi equivalente all'800XL (ad eccetto del PBI). Il 65XE (versione europea) e il 130XE avevano l'Enhanced Cartridge Interface, una variante del Parallel Bus Interface. 
Il 130XE aveva 128kB di memoria, accessibile attraverso la selezione di banchi (grazie all'FREDDIE e al chip EMMU). Il modello 800XE, disponibile in Europa, era un 130XE con metà di memoria. La sigla XE significa XL-Expanded.
Atari introdusse il 130XE con l'intento di cavalcare la popolarità dell'originale 800XL.
Con il rifiorire del mercato dei videogiochi, trainato dalla Nintendo, Atari produsse il XE Game System (XEGS), messo in commercio nel 1987. Il XEGS era venduto assieme ad una tastiera esterna, un joystick, una pistola (XG-1) e un paio di giochi. Questo modello non ebbe un grande successo anche a causa della confusa strategia commerciale di Atari che puntava a proporre un dispostivo per ogni tipo di pubblico ed ogni fascia di prezzo, commercializzando nello stesso periodo il 2600 Jr., il 7800 e questo XEGS.
Il 1º gennaio 1992, la Atari abbandonò lo sviluppo dei suoi computer a 8-bit.

## Architettura

### 6502/SALLY
Il cuore del computer era la Microprocessor Unit (MPU), descritta generalmente come la Central Processing Unit (CPU). Questa unità era un microprocessore MOS 6502 o un suo derivato: nei primi modelli 400 e 800 fu usato un 6502B, una versione del 6502 certificata per supportare frequenze di clock fino a 3 MHz, mentre nei modelli più recenti, nella serie XE/XL e nelle console 5200 e 7800 fu usato un 6502 modificato da Atari stessa, detto SALLY. SALLY, rispetto al 6502 standard, presentava il segnale HALT connesso al piedino 35 ed un secondo segnale R/W sul piedino 36 (in aggiunta a quello già presente sul piedino 34). Il segnale HALT era usato dal processore ANTIC per arrestare SALLY ed usare in esclusiva il bus della memoria del computer per poter prelevare dati e istruzioni video dalla RAM.

### ANTIC
Il lavoro principale della squadra della Atari detta Cyan fu la creazione di due chip LSI avanzati, detti ANTIC e CTIA. Essi furono il cuore della grafica di Atari. ANTIC era un vero microprocessore con istruzioni grafiche. Una sequenza completa di istruzioni era nota come Display List. Le istruzioni permettevano la gestione di caratteri o grafica, ottenere informazioni dal video, la gestione dello scrolling e del buffering. ANTIC utilizzava il DMA (Direct Memory Access) per accedere alla memoria video. Tutto questo senza nessun intervento della CPU principale.

### GTIA
Il GTIA, versione aggiornata del precedente CTIA, riceve le informazioni grafiche dal chip ANTIC e gestisce gli sprite (per Atari, Player/Missile), il rilevamento delle collisioni, le priorità e il controllo della luminosità su tutti gli oggetti grafici. Il GTIA effettua un DAC (Digital to Analog Conversion - Conversione dal digitale all'analogico) per il video.

### POKEY

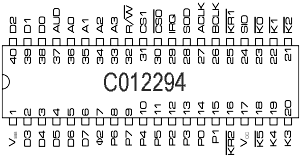
Piedinatura del chip

Il terzo chip personalizzato, detto POKEY, gestiva l'input dalla tastiera, il suono e la comunicazione con la porta seriale (più tardi in congiunzione con il PIA). Era provvisto di timers, un generatore di numeri casuali ed interrupt mascherabili. POKEY aveva 4 canali audio quasi indipendenti, ognuno con un suo controllo di frequenza, suono e volume.

### MMU
Presente sui modelli della serie XL e XE il chip custom MMU presiede alla selezione delle varie regioni di memoria ROM di cui gli Atari a 8 bit sono dotati. Sul solo modello 130XE è presente invece il chip EMMU che permette anche la selezione del banco di memoria RAM in uso permettendo così l'accesso ai 128 kB di memoria RAM di cui il sistema è dotato.

### FREDDIE
Presente sulla serie XE degli home computer, l'Atari FREDDIE è un chip di tipo RAM address Multiplexer utilizzato per accedere alla memoria di sistema. Permette alla CPU ed al chip ANTIC di accedere alla memoria in modo indipendente.

## Cronologia dei modelli
- Home computer
  - 400 e 800 (1979). Sono i primi home computer Atari a 8-bit. Il case è di colore grigio. Il modello 400 ha la tastiera a membrana mentre il modello 800 è dotato di una vera tastiera. Sono presenti inoltre due porte per le cartucce, un'uscita per il monitor ed uno slot per l'espansione della memoria RAM fino a 48 kB. Le ultime versioni PAL sono dotate della CPU 6502C.
  - 1200XL (1982). È un modello dotato di un nuovo case in alluminio. Incorpora 64 kB di RAM ed è dotato di due sole porte per il joystick. Sulla tastiera sono presenti un tasto help e quattro tasti funzione.
  - 600XL e 800XL (1983). Sono i modelli che sostituiscono i 400 ed i 800. Il 600XL ha 16 kB di RAM, la versione PAL ha un'uscita per il monitor. Il modello 800XL ha 64 kB di RAM e l'uscita per il monitor. Entrambi i modelli hanno incorporato il linguaggio BASIC. Sono dotati della porta di espansione Parallel Bus Interface.
  - 800XLF. È il modello 800XL dotato del chip Atari FREDDIE ed il BASIC nella versione C. È stato venduto solo in Europa.
  - 65XE e 130XE (1985). È il modello 800XLF dotato di un nuovo case e di una nuova tastiera. Il 130XE è dotato di 128 kB di RAM e della porta di espansione Enhanced Cartridge Interface al posto della PBI. Le versioni per gli Stati Uniti e per il Canada sono prive sia della porta PBI che della porta ECI.
  - XE Game System (1987). È una macchina destinata principalmente al gioco con case beige chiaro e tastiera removibile.
  - 800XE. È l'ultima macchina della famiglia degli Atari a 8-bit. Il case è simile a quello dei modelli 65XE e 130XE. Ha le stesse caratteristiche del 130XE ma solo 64 kB di RAM. È stato venduto principalmente in Est Europa.
- Prototipi (versioni mai messe in commercio)
  - 1400XL. Simile al 1200XL ma senza la porta PBI. Dotato del chip FREDDIE, di un modem incorporato e di un chip per la sintesi vocale.
  - 1450XLD. È il modello 1400XL con incorporato un disk drive da 5¼″ ed uno slot di espansione per un secondo drive sempre da 5¼″. Il suo nome in codice era Dynasty, raggiunse lo stadio di pre-produzione ma fu cancellato da Tramiel.
  - 1600XL. Il suo nome in codice era Shakti ed era un sistema dotato di due processori. Erano presenti il 6502 e l'Intel 80186. Era dotato di due  drive da 5¼″. (EN) The Atari 1600XL Computer System, su Atari Museum. URL consultato il 15 aprile 2025 (archiviato dall'url originale il 6 marzo 2016).** 900XLF. Era il modello 800XLF ridisegnato che diventerà il modello 65XE.
  - 65XEM. È essenzialmente il modello 65XE con l'innovativo chip Atari Amy per la sintesi sonora.
  - 65XEP. È una versione portabile del 65XE con un floppy drive da 3.5" ed uno schermo CRT da 5".
  - 1850XLD. È il modello che avrebbe dovuto usare la tecnologia "Lorraine" di Amiga Technologies, finanziata, per il suo sviluppo, proprio dalla Atari. Mai prodotto perché la Amiga fu, a tradimento, acquistata alla Commodore.
  - 1090XL. Era una periferica che permetteva di aggiungere 5 slot dentro al proprio case.
  - 1055. 3½" floppy drive (EN) Atari 8-bit Computers, su adflight.com, 29 dicembre 1999. URL consultato il 17 dicembre 2020 (archiviato dall'url originale l'11 ottobre 2008).** XF351. 3½" floppy drive
  - XF354. 3½" floppy drive
- Riproduzioni
  - The 400 Mini (2024). Console per retrogaming prodotta con licenza di Atari, che imita esteticamente un 400, ma emula tutta la famiglia.

## Periferiche

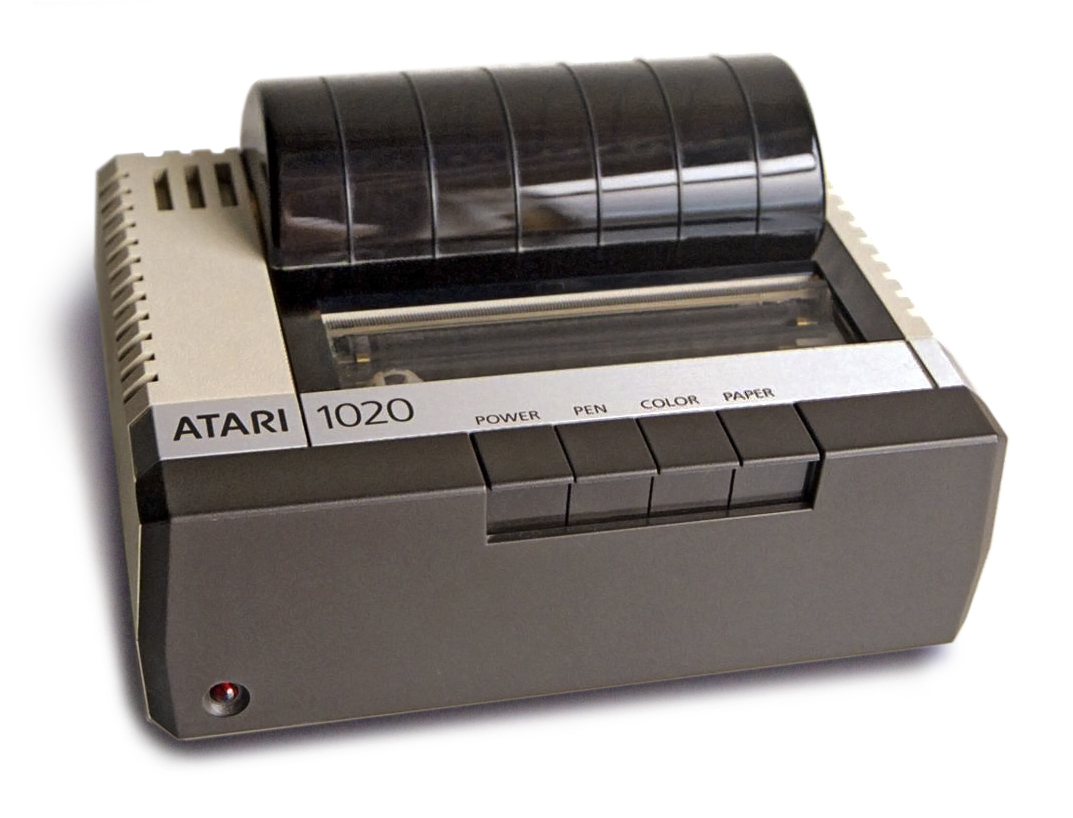
Atari 1020 Plotter a 4 colori

Durante la vita degli Atari a 8 bit per questi modelli vennero messe in commercio un certo numero di periferiche. Tra queste:
- Vari registratori a cassette. Tutti sostanzialmente simili dotati di velocità di registrazione di 600 bit/s su normale audiocassetta. (A differenza di altri sistemi non era possibile impiegare un normale registratore)
- Vari floppy disk drive da 5¼ pollici con densità di registrazione singola, enhanced o doppia.
- Stampanti di vario tipo, a matrice di punti, termica, un plotter a 4 colori ed una stampante con qualità lettera.
- Modem, sia con accoppiatore acustico (cornetta) che con connessione diretta.
- Altre periferiche come un sistema di espansione per dotare il computer di porte RS232 o Centronics. Tastierini numerici, espansioni di memoria, tavolette grafiche ed un modulo per visualizzare a video testo su 80 colonne.

Le periferiche Atari usavano una porta SIO proprietaria che permetteva di collegare in cascata più periferiche. Queste periferiche intelligenti erano più care rispetto ai dispositivi dotati di logica standard IBM.

## Software

### Sistemi operativi

#### Inclusi nella ROM del computer (built-in)
Gli Atari a 8-bit avevano incorporato nella ROM il sistema operativo.
Gli Atari 400/800 avevano le seguenti versioni:
- OS Rev. A - 10 kB ROM (3 chips) incluso nelle prime macchine.
- OS Rev. B - 10 kB ROM (3 chips) comprende le correzioni dei bug. È la versione più comune per il 400 e l'800.

I nuovi modelli della serie XL ed XE avevano le seguenti versioni:
- OS Rev. 10 - 16 kB ROM (2 chips) per il modello 1200XL Rev A
- OS Rev. 11 - 16 kB ROM (2 chips) per il modello 1200XL Rev B (bug fixes)
- OS Rev. 1 - 16 kB ROM per il 600XL
- OS Rev. 2 - 16 kB ROM per il 800XL
- OS Rev. 3 - 16 kB ROM per l'800XE ed il 130XE
- OS Rev. 4 - 32 kB ROM (16 kB OS + 8 kB BASIC + 8 kB Missile Command) per l'XEGS

La presenza della nuova versione del sistema operativo incluso nei modelli XL ed XE creava alcuni problemi di compatibilità con alcuni dei vecchi software scritti per i modelli 400 ed 800. Per questo motivo Atari sviluppò il Translator Disk, un software su floppy disk che caricava nei computer XL ed XE la versione del sistema operativo (B o A) dei modelli 400/800.
I modelli XL/XE avevano poi incorporato l'Atari BASIC. I primi modelli erano dotati della revisione B, gli ultimi della revisione C.

#### Sistemi operativi per dischi (Disk Operating System)
Il sistema operativo standard Atari conteneva al suo interno solamente alcune routine per accedere a basso livello ai dati contenuti nei floppy disk. Questo strato era detto resident disk handler. Uno strato aggiuntivo, il file management system, era necessario per gestire l'accesso ai dati a livello di file system. L'insieme di questi strati costituiva il sistema operativo per dischi, conosciuto come Atari DOS: come nella maggior parte dei DOS dell'epoca doveva essere caricato dal floppy disk ad ogni avvio della macchina. L'Atari DOS, a differenza della maggior parte dei DOS dell'epoca che avevano un'interfaccia a riga di comando, era invece interamente gestito con un'interfaccia a menù.
Le versioni che si sono succedute sono state:
- DOS 1.0 - La versione iniziale.
- DOS 2.0S, 2.0D - La versione standard per il disk drive 810. La 2.0D era per il drive 815, mai distribuito.
- DOS 3.0 - Versione per il drive 1050. Usava un formato diverso dai precedenti DOS ed era incompatibile con la versione 2.0.
- DOS 2.5 - Sostituiva il 3.0 sugli ultimi drive 1050. Identico al DOS 2.0, ma capace di leggere e scrivere dischi in formato a densità estesa.
- DOS 4.0 - Versione per il modello 1450XLD, poi cancellato.
- DOS XE - Versione per il drive XF551. Compatibile solo con i modelli XE/XL.

Altre versioni di DOS prodotti da terze parti erano disponibili, a volte contenenti funzioni abbastanza avanzate, come lo SpartaDOS X.

### Software applicativi
Tra i molti software distribuiti per gli atari 8-bit, un grande numero di linguaggi di programmazione sono stati disponibili. Tra questi:
- Assembly, tramite l'Atari Assembler Editor, l'Atari Macro Assembler, il MAC/65 ed altri.
- BASIC. L'Atari BASIC era il BASIC standard per gli Atari ad 8 bit. Originalmente su cartuccia ed in seguito incluso nella macchina a partire dai modelli 600XL e 800XL in poi. Altri BASIC erano l'Atari Microsoft BASIC, il Turbo-Basic XL, il BASIC A+, il BASIC XL e l'Advan BASIC.
- Linguaggio C: con il Deep Blue C ed il compilatore Lightspeed C.
- Altri linguaggi erano il LOGO (Atari LOGO), il LISP (INTER-LISP/65), il PILOT (Atari PILOT), oltre a varie versioni del linguaggio Forth, del linguaggio Pascal (Atari Pascal), dell'Action! e del WSFN.

In seguito sono diventati popolari i tool di sviluppo cross platform, i quali girando su PC IBM Compatibili, permettono lo sviluppo di software nativo per gli home computer.

### Videogiochi
La famiglia Atari 8-bit fu molto utilizzata nel campo dei videogiochi. Per i loro tempi erano computer molto potenti; solo con l'arrivo del Commodore 64, uscito tre anni dopo, le masse poterono accedere a un home computer con capacità veramente paragonabili. Gli Atari in particolare erano notevoli per il gran numero di colori che possono utilizzare simultaneamente (120), mentre altri computer dell'epoca arrivavano a fatica a 8. Buone per i giochi erano anche le capacità sonore del loro hardware POKEY.
Inizialmente, ai tempi dell'Atari 400/800, molti giochi uscirono su cartuccia. L'Atari in particolare beneficiò dei suoi stessi giochi che già produceva come arcade e per le proprie console, e che venivano convertiti anche per i propri computer.
I supporti più largamente utilizzati per le pubblicazioni commerciali divennero comunque dischetti e cassette. Atarimania (principale sito con banca dati del software Atari 8-bit), contando anche edizioni diverse dello stesso gioco, annovera oltre 5800 videogiochi commerciali per Atari 8-bit, 4700 pubblicati su floppy, 3100 su cassetta e 400 su cartuccia.
Una piccola libreria di 32 cartucce uscì con il lancio della console Atari XEGS, comunque con le apposite periferiche aggiuntive la console può eseguire anche dischi e cassette.
La produzione di software per Atari 8-bit iniziò a calare piuttosto presto negli USA, per via della pirateria. Tuttavia alla fine degli anni '80, con gli Atari 8-bit ormai poco costosi, ci fu un'ondata di nuovi giochi su cassetta a basso costo editi da produttori europei, come la Codemasters; molti sono conversioni da altri sistemi, ma ci sono anche alcuni titoli notevoli che non uscirono in America.
Secondo una selezione fatta dalla rivista Retro Gamer, dieci dei più grandi giochi per Atari 800XL (generalmente eseguibili su tutti i modelli, se la RAM è sufficiente) sono Star Raiders, Encounter!, Rainbow Walker, Pastfinder, Boulder Dash, Dropzone, Rescue on Fractalus!, Bounty Bob Strikes Back, The Eidolon, Yoomp! (homebrew del 2007).
Tra i più notevoli giochi usciti esclusivamente per Atari 8-bit, la stessa rivista ricorda Caverns of Mars, Eastern Front 1941, Sidewinder, Mirax Force, Plastron.
Per la versione console Atari XEGS, la rivista considera giochi "essenziali" Tempest Xtreem (conversione homebrew di Tempest 2000), Rescue on Fractalus, Xenophobe, Space Harrier, Robotron: 2084, Star Raiders II.
In una classifica dei migliori titoli per Atari 8-bit basata sul sondaggio dei lettori, oltre a vari giochi già citati (tra cui Star Raiders arrivato al primo posto) vennero nominati M.U.L.E., Mercenary, Donkey Kong, Miner 2049er, Zybex, Defender, Ballblazer, Alley Cat, Pac-Man, Bruce Lee, Alternate Reality: The City, Rally Speedway, Shamus, Spelunker, Elektra Glide, Draconus, Pole Position, Montezuma's Revenge.

## Riviste
Diverse riviste in America ed Europa furono dedicate nello specifico alla famiglia Atari 8-bit.
Le riviste ufficiali dell'Atari furono Atari Connection (mentre Atari Age era dedicata soprattutto alle console) e poi Atari Explorer che si dedicò anche all'Atari ST. Tra le principali riviste indipendenti, negli Stati Uniti uscirono A.N.A.L.O.G. e ANTIC (1982-1990, per un totale di 88 numeri), che prese il nome dal chip video ANTIC. Nel Regno Unito uscirono Page 6 e Atari User, in Germania Atari Magazin, in Cile Mundo Atari.